# ژان بارسقیان

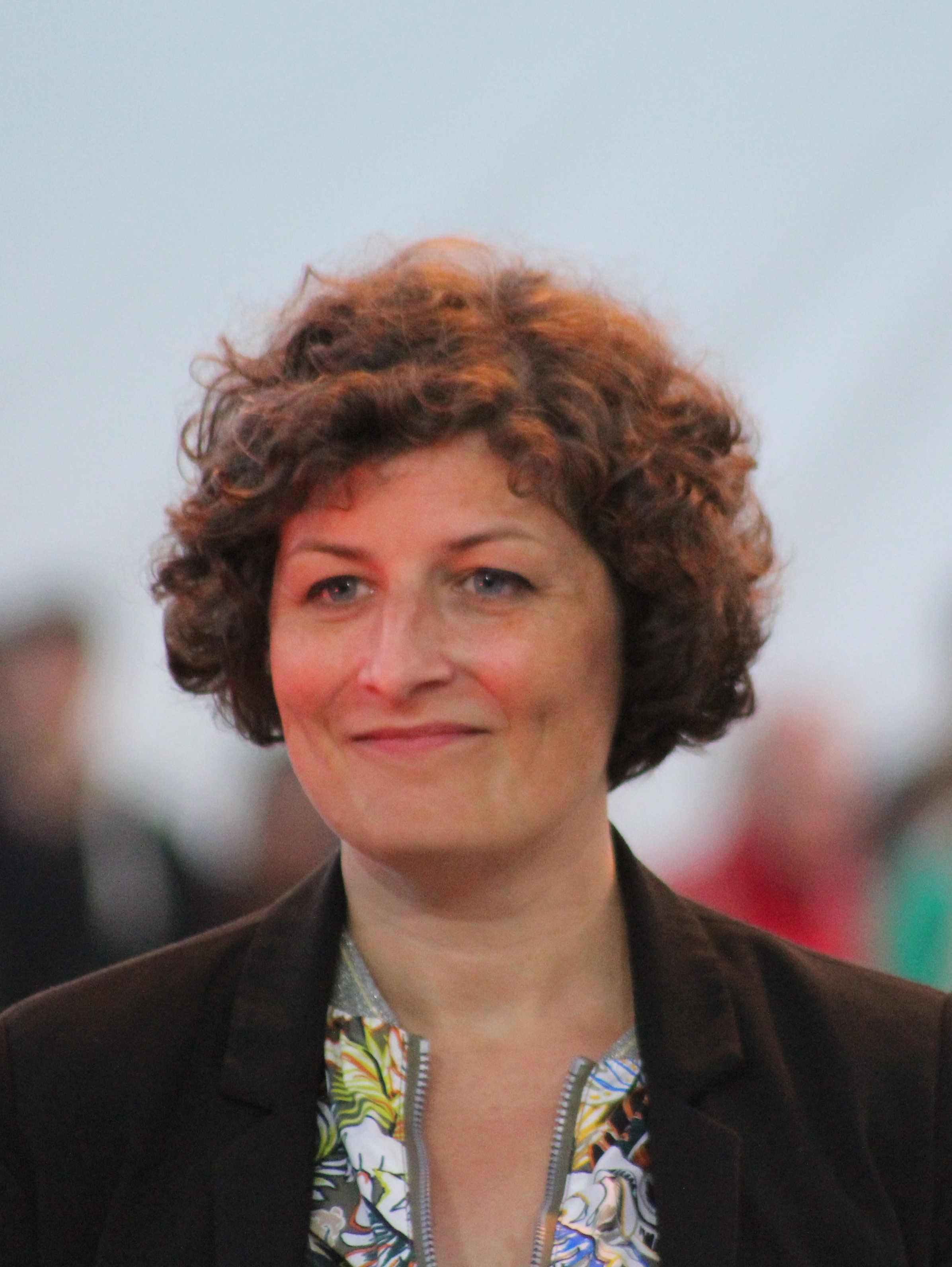

ژان «ژانا» بارسقیان (فرانسوی: Jeanne Barseghian‎; ارمنی: Ժաննա Բարսեղյան زادهٔ ۶ دسامبر ۱۹۸۰) یک سیاستمدار و نظریه‌پرداز حقوق ارمنی‌تبار اهل فرانسه است که از تاریخ ۴ ژوئیه ۲۰2۰ تا کنون سمت شهرداری استراسبورگ را برعهده دارد. وی در انتخابات شهری در استراسبورگ ۴۲٫۵ درصد آرا را به دست آورد. وی عضو حزب اروپ اکولوژی - سبزها می‌باشد.

## زندگی‌نامه
در سورزن به دنیا آمد. وی نتیجه سارکیس بارسقیان سیاستمدار و نظامی و پرژوهی پاردیزپانیان یکی از نمایندگان پارلمان جمهوری اول ارمنستان می‌باشد. پدربزرگ ژانا، آرمن بارسقیان وکیل بود و در فرانسه زندگی کرده و فرزندان و نوه‌های خود را با روحیه ارامنه پرورش داده‌است. ژانا بارسقیان در سال ۲۰۰۲ به استراسبورگ نقل مکان کرد، جایی که در رشته حقوق فرانسه و آلمان تحصیل کرده و وکیل شده‌است. با این حال، ژانا بارسقیان به عنوان یک فعال محیط زیست شناخته شود.